# 히다마오카촌
히다마오카촌(氷玉岡村)은 후쿠시마현 오누마군에 있던 촌이다. 현재의 아이즈미사토정 히다마, 후쿠시게오카에 해당한다.

## 역사
- 1889년 4월 1일 - 정촌제 시행에 의해 2촌의 구역으로 성립하였다.
- 1925년 6월 10일 - 가와지촌과 합병해 다마지촌이 성립하여, 동일 히다마오카촌이 폐지되었다.

## 참고문헌
- 角川日本地名大辞典 7 福島県